# Benjamin Raich
Benjamin (Benni) Raich (Arzl im Pitztal, 28 februari 1978) is een Oostenrijks alpineskiër. Hij is tweevoudig olympisch kampioen en drievoudig wereldkampioen. Raich won ook de algemene wereldbeker in het seizoen 2005/2006.
Raich heeft sinds 2004 een relatie met de Oostenrijkse skiester Marlies Schild. Hij is tevens de schoonbroer van
noordse combinatieskiër Mario Stecher, die met Raichs zus en voormalig slalomspecialiste Carina Raich gehuwd is. Snowboardster Heidi Neururer is zijn nicht.

## Carrière
Raich was een succesvolle junior, hij nam deel aan drie wereldkampioenschappen en won daarbij vijf gouden medailles. Raich maakte in het seizoen 1995/1996 zijn debuut in de wereldbeker. Bij zijn eerste wedstrijd op 10 maart 1996, een slalom in het Noorse Kvitfjell, haalde hij de finish niet in de eerste run. Een tweede kans kreeg hij pas bij de reuzenslalom in Vail een jaar later, hij werd 18e. In het seizoen 1997/1998 won Raich de Europacup op de slalom, de reuzenslalom en hij won ook het algemeen klassement. De doorbraak voor Raich kwam er in 1999: een dag na zijn vierde plaats op de reuzenslalom, stond hij voor het eerst op het podium van een wereldbeker op 6 januari 1999, toen hij derde werd op de slalom in Kranjska Gora. Een dag later vierde hij zijn eerste wereldbekeroverwinning door de traditierijke slalom van Schladming te winnen. Nog eens drie dagen later won hij ook de reuzenslalom in Flachau.
Van slalom- en reuzenslalomspecialist ontwikkelde Raich zich tot een echte allrounder.
Raich won zijn eerste medaille bij wereldkampioenschappen in 2001 in de slalom in St. Anton am Arlberg. In 2002 behaalde hij brons op de slalom en de combinatie op de Olympische Winterspelen in Salt Lake City. In 2003 won hij geen medaille bij de WK, maar twee jaar later in Bormio werd hij samen met Janica Kostelić de ster van de wereldkampioenschappen; hij won daar goud op de slalom en de combinatie, zilver op de reuzenslalom, brons op de super-G en zilver in de landenwedstrijd (samen met Renate Götschl, Kathrin Zettel, Nicole Hosp, Michael Walchhofer en Rainer Schönfelder).
Tijdens de Olympische Winterspelen 2006 in Turijn won Raich goud op de slalom en de reuzenslalom. Bij de WK in 2007 behaalde hij zilver op de supercombinatie en goud in de landenwedstrijd (met Renate Götschl, Michaela Kirchgasser, Marlies Schild, Fritz Strobl en Mario Matt). Twee jaar later, in Val d'Isère, behaalde hij zilver op de reuzenslalom.
In 2006 werd hij tot Oostenrijks sportman van het jaar verkozen.
In 2001, 2005 en 2007 won Raich de wereldbeker slalom, in 2005 en 2006 de wereldbeker reuzenslalom. Na de tweede plaats in 2005 werd hij 2006 ook voor de eerste keer winnaar van de algemene wereldbeker. In het seizoen 2007/2008 haalde hij de top tien van het eindklassement in alle disciplines, behalve de afdaling waarop hij 36e werd. In de algemene wereldbeker werd hij tot nu toe (2010) vijf maal tweede. Hij is met 35 wereldbekeroverwinningen de meest succesvolle actieve alpineskiër.
Blessure

Tijdens het WK 2011 in Garmisch-Partenkirchen raakte Raich in de kwartfinales van de landenwedstrijd voor het eerst in zijn succesvolle skicarrière ernstig geblesseerd. Door te weinig druk op zijn dalski liep deze weg en kwam daarna met een klap terug waardoor de voorste en buitenste kruisband van de linkerknie scheurde. Ook liep hij kraakbeenletsel op.

## Belangrijkste resultaten

### Wereldkampioenschappen junioren
| Jaar | Plaats                                           | Resultaten                                         |
| ---- | ------------------------------------------------ | -------------------------------------------------- |
| 1996 | Hoch-Ybrig Zwitserland                           | DNF(1) reuzenslalom · slalom                       |
| 1997 | Schladming Oostenrijk                            | reuzenslalom · DNF(2) slalom                       |
| 1998 | Megève Chamonix-Mont-Blanc St. Gervais Frankrijk | 14e afdaling · 12e super-G · reuzenslalom · slalom |

### Wereldkampioenschappen
| Jaar | Plaats                           | Resultaten                                                          |
| ---- | -------------------------------- | ------------------------------------------------------------------- |
| 1999 | Vail Verenigde Staten            | DNF(2) reuzenslalom 5e slalom                                       |
| 2001 | Sankt Anton Oostenrijk           | DNF(2) reuzenslalom · slalom                                        |
| 2003 | Sankt Moritz Zwitserland         | 9e reuzenslalom 4e slalom                                           |
| 2005 | Bormio Italië                    | super-G · combinatie · reuzenslalom · slalom · landenwedstrijd      |
| 2007 | Åre Zweden                       | supercombinatie · DNF(1) reuzenslalom · 4e slalom · landenwedstrijd |
| 2009 | Val d'Isère Frankrijk            | 5e super-G · DNF(1) supercombinatie · reuzenslalom · DSQ(2) slalom  |
| 2011 | Garmisch-Partenkirchen Duitsland | landenwedstrijd · 4e supercombinatie · 5e super-g                   |
| 2013 | Schladming AUT                   | 9e reuzenslalom 13e slalom                                          |
| 2015 | Vail/Beaver Creek                | DNF1 Reuzenslalom DNF1 Slalom                                       |

### Olympische Winterspelen
| Jaar | Plaats                          | Resultaten                                               |
| ---- | ------------------------------- | -------------------------------------------------------- |
| 2002 | Salt Lake City Verenigde Staten | combinatie · 4e reuzenslalom · slalom                    |
| 2006 | Turijn Italië                   | DNF(2) combinatie · 21e super-G · reuzenslalom · slalom  |
| 2010 | Vancouver Canada                | 14e super-G 6e supercombinatie 6e reuzenslalom 4e slalom |
| 2014 | Sotsji Rusland                  | 7e Reuzenslalom DNF1 Slalom                              |

### Wereldbeker

#### Individuele wereldbekeroverwinningen
| #                                 | Datum            | Plaats              | Discipline      |
| --------------------------------- | ---------------- | ------------------- | --------------- |
| wereldbeker alpineskiën 1998/1999 |                  |                     |                 |
| 1                                 | 7 januari 1999   | Schladming          | slalom          |
| 2                                 | 10 januari 1999  | Flachau             | reuzenslalom    |
| 3                                 | 17 januari 1999  | Wengen              | slalom          |
| wereldbeker alpineskiën 1999/2000 |                  |                     |                 |
| 4                                 | 26 februari 2000 | Yongpyong           | reuzenslalom    |
| 5                                 | 18 maart 2000    | Bormio              | reuzenslalom    |
| wereldbeker alpineskiën 2000/2001 |                  |                     |                 |
| 6                                 | 14 januari 2001  | Wengen              | slalom          |
| 7                                 | 21 januari 2001  | Kitzbühel           | slalom          |
| 8                                 | 23 januari 2001  | Schladming          | slalom          |
| 9                                 | 11 maart 2001    | Åre                 | slalom          |
| wereldbeker alpineskiën 2001/2002 |                  |                     |                 |
| 10                                | 21 december 2001 | Kranjska Gora       | reuzenslalom    |
| wereldbeker alpineskiën 2003/2004 |                  |                     |                 |
| 11                                | 3 januari 2004   | Flachau             | reuzenslalom    |
| 12                                | 18 januari 2004  | Wengen              | slalom          |
| 13                                | 27 januari 2004  | Schladming          | slalom          |
| wereldbeker alpineskiën 2004/2005 |                  |                     |                 |
| 14                                | 5 december 2004  | Beaver Creak        | slalom          |
| 15                                | 14 januari 2005  | Wengen              | combinatie      |
| 16                                | 26 februari 2005 | Kranjska Gora       | reuzenslalom    |
| wereldbeker alpineskiën 2005/2006 |                  |                     |                 |
| 17                                | 21 december 2005 | Kranjska Gora       | reuzenslalom    |
| 18                                | 7 januari 2006   | Adelboden           | reuzenslalom    |
| 19                                | 13 januari 2006  | Wengen              | supercombinatie |
| 20                                | 22 januari 2006  | Kitzbühel           | combinatie      |
| 21                                | 3 februari 2006  | Chamonix-Mont-Blanc | supercombinatie |
| 22                                | 10 maart 2006    | Shigakogen          | slalom          |
| 23                                | 17 maart 2006    | Åre                 | reuzenslalom    |
| wereldbeker alpineskiën 2006/2007 |                  |                     |                 |
| 24                                | 12 november 2006 | Levi                | slalom          |
| 25                                | 6 januari 2007   | Adelboden           | reuzenslalom    |
| 26                                | 30 januari 2007  | Schladming          | slalom          |
| 27                                | 3 maart 2007     | Kranjska Gora       | reuzenslalom    |
| 28                                | 9 maart 2007     | Kvitfjell           | supercombinatie |
| 29                                | 18 maart 2007    | Lenzerheide         | slalom          |
| wereldbeker alpineskiën 2007/2008 |                  |                     |                 |
| 30                                | 9 december 2007  | Bad Kleinkirchheim  | slalom          |
| wereldbeker alpineskiën 2008/2009 |                  |                     |                 |
| 31                                | 7 december 2008  | Beaver Creek        | reuzenslalom    |
| 32                                | 12 december 2008 | Val d'Isère         | supercombinatie |
| 33                                | 10 januari 2009  | Adelboden           | reuzenslalom    |
| 34                                | 13 maart 2009    | Åre                 | reuzenslalom    |
| wereldbeker alpineskiën 2009/2010 |                  |                     |                 |
| 35                                | 11 december 2009 | Val d'Isère         | supercombinatie |
| wereldbeker alpineskiën 2011/2012 |                  |                     |                 |
| 36                                | 25 februari 2012 | Crans-Montana       | Super G         |

#### Eindklassementen
| Seizoen   | Algm   | AD  | SL    | RS     | SG    | SC     |
| --------- | ------ | --- | ----- | ------ | ----- | ------ |
| 1997/1998 | 96e    | -   | -     | 37e    | -     | -      |
| 1998/1999 | 10e    | -   | 7e    | 6e     | 32e   | -      |
| 1999/2000 | 9e     | -   | 6e    | 4e     | -     | -      |
| 2000/2001 | 4e     | -   | Goud  | 4e     | -     | -      |
| 2001/2002 | 9e     | -   | 19e   | Zilver | -     | -      |
| 2002/2003 | 8e     | -   | 6e    | 8e     | 37e   | -      |
| 2003/2004 | Brons  | 35e | Brons | 4e     | 8e    | Zilver |
| 2004/2005 | Zilver | 26e | Goud  | Goud   | 6e    | Goud   |
| 2005/2006 | Goud   | 28e | Brons | Goud   | 15e   | Goud   |
| 2006/2007 | Zilver | 32e | Goud  | Brons  | 13e   | 5e     |
| 2007/2008 | Zilver | 36e | 8e    | Zilver | Brons | 6e     |
| 2008/2009 | Zilver | 32e | 10e   | Zilver | 14e   | 5e     |
| 2009/2010 | Zilver | -   | 6e    | Brons  | 4e    | Goud   |
| 2010/2011 | 11e    | 54e | 15e   | 19e    | 8e    | 18e    |
| 2011/2012 | 12e    | 31e | 16e   | 13e    | 7e    | 12e    |
| 2012/2013 | 20e    | -   | 18e   | 16e    | 38e   | 8e     |
| 2013/2014 | 20e    | -   | 17e   | 6e     | -     | -      |
| 2014/2015 | 28e    | -   | 23e   | 9e     | -     | -      |

### Europacup

#### Individuele Europacupoverwinningen
| # | Datum            | Plaats        | Discipline   |
| - | ---------------- | ------------- | ------------ |
| 1 | 8 december 1997  | Valloire      | reuzenslalom |
| 2 | 9 december 1997  | Valloire      | reuzenslalom |
| 3 | 13 december 1997 | Obereggen     | slalom       |
| 4 | 22 december 1997 | Kreischberg   | reuzenslalom |
| 5 | 5 januari 1998   | Kranjska Gora | reuzenslalom |
| 6 | 10 februari 1998 | Sankt Moritz  | reuzenslalom |
| 7 | 11 februari 1998 | Sankt Moritz  | slalom       |
| 8 | 11 maart 1998    | Bardonecchia  | reuzenslalom |
| 9 | 7 december 1998  | Valloire      | reuzenslalom |

#### Eindklassementen
| Seizoen   | Algm | SL | RS  |
| --------- | ---- | -- | --- |
| 1996/1997 | -    | 5e | -   |
| 1997/1998 | 1e   | 1e | 1e  |
| 1998/1999 | 43e  | -  | 14e |

| Logo van de Olympische Spelen | Goud | Zilver | Brons | Logo van de Olympische Spelen |
|                               | 2    | 0      | 2     |                               |

1952: Stein Eriksen ·
1956: Toni Sailer ·
1960: Roger Staub ·
1964: François Bonlieu ·
1968: Jean-Claude Killy ·
1972: Gustav Thöni ·
1976: Heini Hemmi ·
1980: Ingemar Stenmark ·
1984: Max Julen ·
1988: Alberto Tomba ·
1992: Alberto Tomba ·
1994: Markus Wasmeier ·
1998: Hermann Maier ·
2002: Stephan Eberharter ·
2006: Benjamin Raich ·
2010: Carlo Janka ·
2014: Ted Ligety ·
2018: Marcel Hirscher ·
2022: Marco Odermatt
1948: Edy Reinalter ·
1952: Othmar Schneider ·
1956: Toni Sailer ·
1960: Ernst Hinterseer ·
1964: Josef Stiegler ·
1968: Jean-Claude Killy ·
1972: Francisco Fernández Ochoa ·
1976: Piero Gros ·
1980: Ingemar Stenmark ·
1984: Phil Mahre ·
1988: Alberto Tomba ·
1992: Finn Christian Jagge ·
1994: Thomas Stangassinger ·
1998: Hans Petter Buraas ·
2002: Jean-Pierre Vidal ·
2006: Benjamin Raich ·
2010: Giuliano Razzoli ·
2014: Mario Matt ·
2018: André Myhrer ·
2022: Clément Noël
- Gemeinsame Normdatei: 119957872X
- Virtual International Authority File: 2097157416852916710001